# Oberschule Lokstedt
Die Oberschule Lokstedt war eine 1931 gegründete Oberschule an der Straße Sootbörn in Niendorf (damals Ortsteil von Großlockstedt, seit 1937 Stadtteil von Hamburg) und Vorläuferin des heutigen Gymnasiums Bondenwald. Das ehemalige Schulgebäude im Bauhaus-Stil dient heute als Künstlerhaus Sootbörn.

## Das Gebäude
Bevor 1931/32 die ersten Sonderklassen als Vorläufer der späteren Oberschule Lokstedt  eingerichtet wurden, stand bereits ein bemerkenswertes neues Schulgebäude. Das Gebäude der Mittelschule, in dem die neue Schule als Gast untergebracht wurde, hatten die Architekten Ernst und Wilhelm Langloh entworfen, die Schüler von Walter Gropius waren und sich zusätzlich an Le Corbusier orientierten. Sie schufen 1929 einen modernen Bau im Stile des Bauhauses mit sechs regulären Klassenräumen für ca. 200 Schüler und mit diversen Fachräumen und einer großen Aula, die auch als Turnhalle diente. (Ein Sportplatz kam erst 1950 dazu.) Ihr Werk am Sootbörn in Hamburg-Niendorf wurde schnell zu einem architektonischen Kunstwerk, das Fachleute aus dem In- und Ausland anzog. Außen- und Innengestaltung waren eine perfekte Kombination, die sich im Schulalltag bewährte.

## Entstehung der Schule
Die Oberschule Lokstedt entstand 1931/1932. Ostern 1931 wurde als Beginn einer Höheren Schule eine 1. Sexta als „Sonderklasse“ eingerichtet und im Gebäude der Mittelschule in Niendorf am Sootbörn untergebracht. Ostern 1932 folgte dort eine zweite „Sonderklasse“  und wurde einem privaten Realschulverein übertragen, der nach und nach von den zuständigen Stellen in Schleswig als staatlich berechtigte Anstalt anerkannt wurde. 1934 erhielt die junge Schule eine neue Personalausstattung und den Schulleiter Hans Reese. 1937 kam die Schule in die Regie Hamburgs.
Von Anfang an wurden Jungen und Mädchen gemeinsam unterrichtet (Koedukation). Der Schulleiter Hans Reese blieb bis in die Kriegszeiten hinein Schulleiter, wurde im September 1939 eingezogen und gilt seit 1944 als vermisst. Er wurde von verschiedenen Kollegen vertreten. 1942 bis 1945 leitete Bernd Müller die Schule. In diesen Jahren (1939 bis 1943) waren keine Mädchen zugelassen. Erst Ende des Krieges und danach zwangen die Raum- und Transportnöte die Wiederaufnahme der Mädchen.

## Weiterführung
Durch die Kriegswirren des Zweiten Weltkriegs und den dadurch entstandenen Raummangel blieben nicht nur die Mittelschule und die Oberschule auf das gemeinsame Gebäude angewiesen. Zeitweilig kamen Volksschulklassen, die Hilfsschule und das Wirtschaftsamt dazu. Im Jahr 1950 z. B. mussten 43 Klassen mit über 1530 Schülern unterrichtet werden, in einem Haus, das für 200 Schüler konzipiert worden war. Das bedeutete noch bis 1955 Unterricht in mehreren Schichten.
1947 bestand die Schule aus 14 Klassen mit 361 Schülern. Ab 1953 wuchs die Zahl erneut deutlich, 1955 gab es 18 Klassen mit 536 Schülern. Zum Ende der Zeit im alten Gebäude am Sootbörn hatte die Schule rund 700 Schüler und Schülerinnen in über 20 Klassen.

## Schulleben
Nach dem Kriege erfuhr die Schule einen Neuanfang mit 18 neuen Lehrern und Lehrerinnen aus der Kriegs- und Vorkriegszeit. Der neue Schulleiter war Rudolf Maack, der die Schule am 3. Oktober 1945 mit einer Rede eröffnete. Maack war ein musischer Mensch, der als Tanztheaterexperte und -kritiker tätig war. Er sorgte dafür, dass die Oberschule Lokstedt eine musische Schule wurde. Dabei waren namentlich die Lehrerinnen Friedel Hollern (Musik), Marie Vagt (Sprecherziehung und Theaterspiel) und Roda Steinke (Kunst) wichtige Stützen.
In den ersten Nachkriegsjahren spielten die jährlichen Klassenreisen eine bedeutende Rolle, da es den Eltern meist nicht möglich war, mit den Kindern reisen zu können. Die Ziele waren meist die Schullandheime, so auf Sylt „Puan Klent“. So kam es in den frühen Jahren nach dem Krieg vor, dass ein Schüler bzw. eine Schülerin in den üblichen acht Schuljahren bis zu zehn  Klassenfahrten erlebten.
Die Schulwoche begann seit 1950 am Montagmorgen mit einer halben Stunde Musik und/oder Lesung in der Aula für alle Schüler. Donnerstags fand in der 3. Schulstunde die sog. Gemeinschaftsstunde statt, wiederum für alle in der Aula, in der es einen Vortrag aus einem Fachgebiet oder eine künstlerische Darbietung gab. Oft waren Künstler von auswärts zu Gast. Im Laufe des Schuljahres wurden einige Feste gefeiert. Im Sommer gab es mindestens einen Schulausflug, am letzten Schultag vor den großen Ferien das Sportfest auf dem Sportplatz neben der Schule, im Winter einen Schulball, auch mit Eltern, im Winterhuder Fährhaus (mit Tombola zur Beschaffung von Geldern für Klassenreisen) und das Faschingsfest im „Glaskasten“, das die Schüler selbst gestalteten. Dazu diverse Laienspielaufführungen einzelner Klassen im Laufe des Jahres und einmal pro Jahr eine Aufführung, an der Schüler aller Altersstufen und Lehrer beteiligt waren. Friedel Hollern komponierte ein Musical, das von Lehrern und Schülern aufgeführt wurde. Mehrfach im Jahr wurden Musikstücke von den Schülern dargeboten, etwa zum Tag der Hausmusik. Bei alledem war die aktive Gestaltung durch die Schüler und Schülerinnen sehr deutlich und erwünscht. Das zeigte sich auch bei den  Klassensprechern, dem Schülerparlament und dem Schulsprecher. Ältere Schüler übernahmen sog. Patenschaften für jüngere Schüler, die besonderer Hilfe bedurften. Eine Schülerzeitung („Olo-Post“) vermittelte die notwendigen Informationen und Meinungen. Das alles wurde vom Lehrer-Kollegium gefördert.
Es ist bemerkenswert, mit welcher Sicherheit und Selbstverständlichkeit das neue Lehrer-Kollegium direkt nach dem Zweiten Weltkrieg und der Herrschaft des Nationalsozialismus diese Pädagogik verwirklichte. Das Kollegium der ersten Nachkriegsstunde ging meist in den späten 1960er Jahren in Pension, mit Maack im Jahre 1967 an der Spitze. Damit endete eine Ära, die vornehmlich von ihm geprägt worden war.

## Nachnutzung
Der moderne Bau mit den vielen und großen Fensterfronten wurde „Glaskasten“ genannt. Die Landebahn des Hamburger Flughafens wurde verlängert und führte nahe an das Gebäude heran. In der Folge flogen die Maschinen immer häufiger mit großem Lärm dicht über das Dach der Schule. Neben der Lärmbelästigung entstand die Gefahr, dass eine Maschine das Dach streifen oder abstürzen könnte. So wurde Ende der 1950er Jahre eine Verlegung der Schule notwendig. Der Grundstein für das neue Schulgebäude wurde am 1. Dezember 1958 am Bondenwald in Niendorf gelegt. Ab 1959 bis 1963 konnten die neuen Räume des nun Gymnasium Bondenwald genannten Anwesens bezogen werden.
Der ehemals 3-stöckige Glaskasten wurde auf ein Stockwerk reduziert und diente als Möbellager der Schulbehörde. 1992 gelang es einigen Künstlern, das Gebäude als Künstlerhaus Sootbörn einem neuen Zweck zuzuführen.